# Wild WTS
Wild WTS war ein im Jahre 1915 von Robert Wild konstruierter zweisitziger Doppeldecker mit Holztragflächen und Stoffbespannung. Das Fluggerät war als Schulungsflugzeug innerhalb der Fliegertruppe der Schweiz bis zum Jahre 1922 im Einsatz.

## Geschichte
Der Schweizer Ingenieur Robert Wild (1881–1977) war ursprünglich bei dem Flugzeughersteller Aviatik in Mülhausen im Elsass als Konstrukteur beschäftigt. Bei der Landesausstellung in Bern 1914 wurde unter anderem das von ihm mitentworfene Flugzeug Aviatik C.I ausgestellt. Das Ausstellungsstück wurde zu Beginn des Ersten Weltkriegs für die schweizerische Fliegertruppe beschlagnahmt und dann käuflich erworben.
Ein Jahr später erhielt Robert Wild den Auftrag, ein Schulungsflugzeug für die Schweizer Fliegertruppe zu entwickeln. Die beiden  Prototypen vom Typ WTS wurden im Laufe des Jahres 1915 hergestellt, im Juni 1916 an die Luftwaffe ausgeliefert und mit den Immatrikulationsnummern 133 und 140 in Dienst gestellt.
Bei einem Landeunfall am 5. Juni 1916 kam es zu einem Totalschaden an der WTS Nr. 133.
Die Wild WTS Nr. 140 verblieb bis 1921 im Flugdienst, dann hatte sie die gesetzlich zulässigen Totalflugstunden erreicht. Über den Verbleib der beiden Fluggeräte oder Teilen von ihnen ist nichts bekannt.
Beide Flugzeuge hatten ein Mercedes-D-I-Triebwerk, das bei der Daimler-Benz AG in Berlin entwickelt und vom Daimler Motorenbau in Stuttgart hergestellt wurde. Der Motor war ein flüssigkeitsgekühlter Viertaktstandreihenmotor mit 6 Zylindern und Doppelvergaser. Er hatte eine Nennleistung von 110 PS bei 1400 Umdrehungen pro Minute.

### Technische Daten

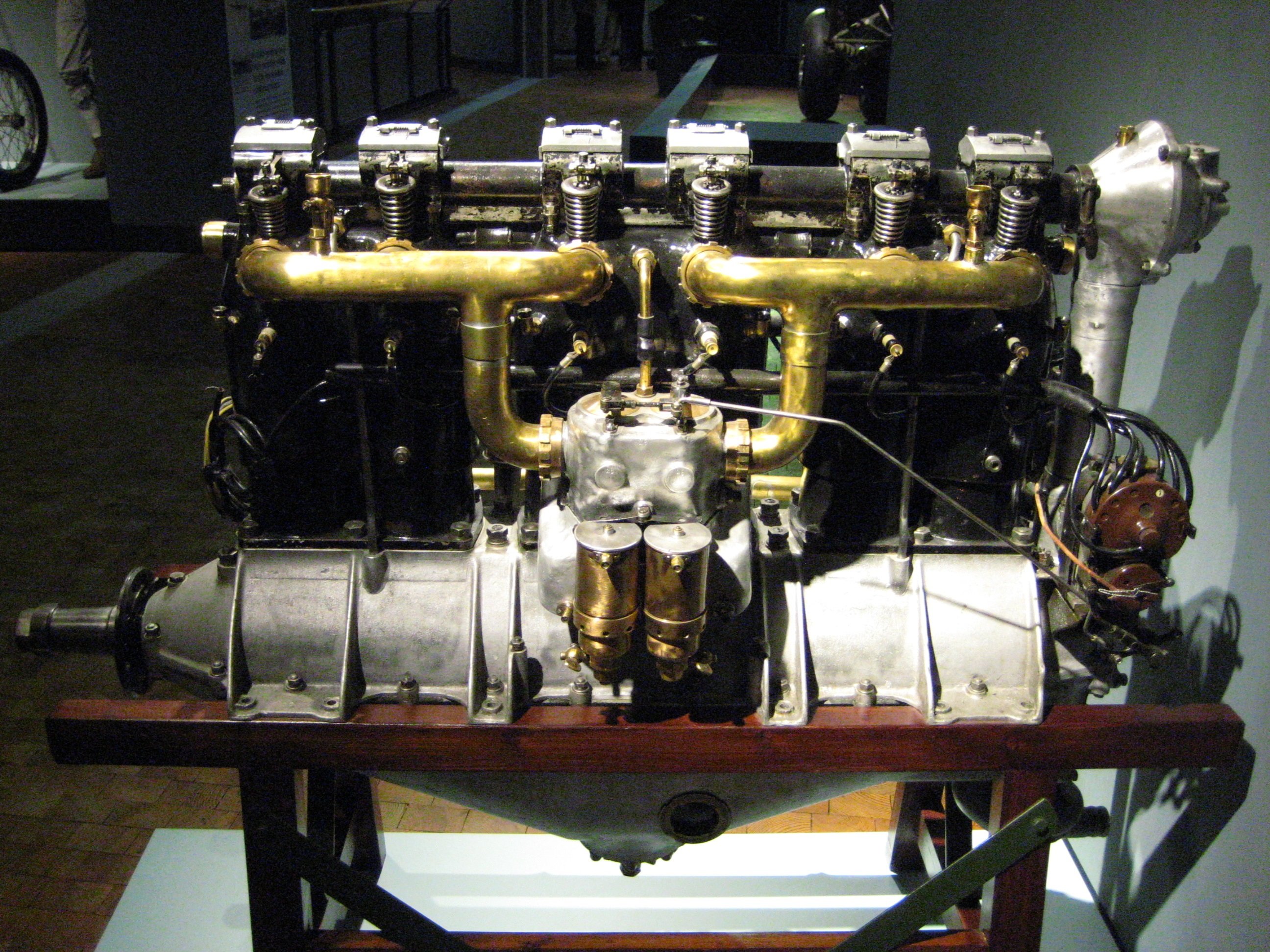
Mercedes D II, Nachfolgemotor des Mercedes D I der Wild WTS

| Kenngröße             | Daten                            |
| --------------------- | -------------------------------- |
| Länge                 | 7,80 m                           |
| Spannweite            | 12,00 m                          |
| Höhe                  | 3,00 m                           |
| max. Startmasse       | 1080 kg                          |
| Höchstgeschwindigkeit | 105 km/h                         |
| Dienstgipfelhöhe      | 3000 m                           |
| Reichweite            | 200 km                           |
| Triebwerk             | Mercedes D I, 110 PS (ca. 80 kW) |
| Bewaffnung            | –                                |